# Rătești
Răteşti é uma comuna romena localizada no distrito de Argeş, na região de Muntênia. A comuna possui uma área de 80.00 km² e sua população era de 3345 habitantes segundo o censo de 2007.